# Knogleskintigrafi
Knogleskintigrafi er en nuklearmedicinsk metode til at vurdere sygdomme eller tilstande i skelettet. Ved at sprøjte et radioaktivt sporstof ind i en armvene og efter et stykke tid måle og visualisere optagelsen i skelettet og eventuelt bløddele ved hjælp af et gammakamera, kan sygdomsprocesser identificeres og vurderes.
Knogleskintigrafi er velegnet til at påvise spredning af kræftsygdomme til knoglesystemet. Dette gælder blandt andet blærehalskirtelkræft og brystkræft.
Knogleskintigrafi kan også anvendes til at påvise en bred vifte af led- og knoglesygdomme (inklusive infektioner i knogler og led) samt stofskiftesygdomme (bl. andet D-vitaminmangel og forhøjet stofskifte). Knogleskintigrafi kan også anvendes til at påvise betændelsestilstande som f.eks. Charcotfod.